# Дединский, Станислав Николаевич
Станислав Дединский (род. 21 февраля 1982) — историк кино и анимации.
Изучает историю раннего отечественного и зарубежного кино, историю и теорию анимации.

## Биография
Окончил филологический факультет РУДН по направлению «Журналистика» (2007), Высшие курсы кино и телевидения при ВГИКе (2016), магистратуру РГГУ (2016). Магистр истории искусств.
Сотрудник Государственного центрального Музея кино.
С 2007 по 2010 год был выпускающим редактором журнала Esquire. В 2015—2018 годах — научный сотрудник НИИ киноискусства; в 2016—2018 годах — старший редактор сайта «КиноПоиск».
В 2022 году — главный редактор журнала «Искусство кино», сменивший на этом посту Антона Долина.
В 2024 году вместе со своим постоянным соавтором Натальей Рябчиковой начал вести на проекте «Подкаст. Лаб» передачу «Свидетели Эйзенштейна».

## Книги
С 2020 года — продюсер издательских проектов киностудии «Союзмультфильм», выпускающий редактор книг:
- «Леонид Шварцман. Мастер образа»
- монографии Г. Бородина «Государство и анимация»
- «Борис Дёжкин. Страницы биографии»
- и т. д.

Издатель ряда книг об отечественном и зарубежном кино, организатор и главный редактор киноведческой артели 1895.io, которая подготовила к публикации издания:
- Фёдор Хитрук, Леонард Малтин. «О мышах и магии. История ранней американской анимации». М., Издательство Дединского, 2018
- Валерий Турицын. «Малоизвестные шедевры». М., Издательство Дединского, 2019
- Ноа Айзенберг. «„Касабланка“ навсегда. История создания и жизни киношедевра». М., Издательство Дединского, 2020
- С. Дединский. «Дрессировщик жуков. Владислав Старевич создаёт анимацию». М., Издательство Дединского, 2021
- Элинор Коппола. «Заметки о создании фильма „Апокалипсис сегодня“». М., Издательство Дединского, 2022
- Ирина Жигмунд, Дина Харькова. «Ольга Кручина. Костюмы к известным фильмам». М., Издательство Дединского, 2022

С 2021 г. редактор-составитель (вместе со Натальей Рябчиковой) серии книг журнала «Искусства кино» и книжного магазина «Подписные издания» о фильмах «Июльский дождь», «Иван Грозный», «Долгая счастливая жизнь», а также:
- «Берегись автомобиля. Расследование». Подписные издания, 2021
- «Я шагаю по Москве. Возвращение в утопию». Подписные издания, 2022

## Куратор
- Выставка «Шестидесятые. Слова и образы». Совместный проект с Культурным центром «Искусство кино». Кураторы: Станислав Дединский, Наталья Рябчикова, ЦИО (часть Второго эпизода выставки «Центр исследований Оттепели» в Центре Вознесенского)[3].